# Campionato nordamericano maschile under 19 di pallavolo
Il Campionato nordamericano maschile under 19 di pallavolo è una competizione pallavolistica, organizzata dalla NORCECA, per squadre nazionali nordamericane, riservata a giocatori con un'età inferiore di 19 anni.

## Albo d'oro
| Edizione      | Edizione        | Podio           | Podio         | Podio         |
| Anno          | Organizzatore   | Campione        | Seconda       | Terza         |
| ------------- | --------------- | --------------- | ------------- | ------------- |
| 1998 Dettagli | Rep. Dominicana | Rep. Dominicana | Messico       | Porto Rico    |
| 2000 Dettagli | Messico         | Messico         | Porto Rico    | Canada        |
| 2002 Dettagli | Rep. Dominicana | Porto Rico      | Stati Uniti   | Messico       |
| 2004 Dettagli | Messico         | Stati Uniti     | Canada        | Messico       |
| 2006 Dettagli | Rep. Dominicana | Porto Rico      | Stati Uniti   | Cuba          |
| 2008 Dettagli | Stati Uniti     | Stati Uniti     | Porto Rico    | Messico       |
| 2010 Dettagli | Messico         | Cuba            | Stati Uniti   | Porto Rico    |
| 2012 Dettagli | Messico         | Cuba            | Messico       | Stati Uniti   |
| 2014 Dettagli | Stati Uniti     | Stati Uniti     | Cuba          | Messico       |
| 2016 Dettagli | Cuba            | Cuba            | Stati Uniti   | Messico       |
| 2018 Dettagli | Costa Rica      | Cuba            | Stati Uniti   | Porto Rico    |
| 2020          | -               | Non disputato   | Non disputato | Non disputato |
| 2022          | -               | Non disputato   | Non disputato | Non disputato |
| 2024 Dettagli | Porto Rico      |                 |               |               |

## Medagliere
| Pos. | Squadra         | 1º posto | 2º posto | 3º posto | Totale |
| ---- | --------------- | -------- | -------- | -------- | ------ |
| 1    | Cuba            | 4        | 1        | 1        | 6      |
| 2    | Stati Uniti     | 3        | 5        | 1        | 9      |
| 3    | Porto Rico      | 2        | 2        | 3        | 7      |
| 4    | Messico         | 1        | 2        | 5        | 8      |
| 5    | Rep. Dominicana | 1        | -        | -        | 1      |
| 6    | Canada          | -        | 1        | 1        | 2      |